# Baisopardus cryptohymen
Baisopardus cryptohymen là một loài côn trùng trong họ Palaeoleontidae thuộc bộ Neuroptera. Loài này được Heads et al. miêu tả năm 2005.